# Liste des œuvres d'Ernest Chausson

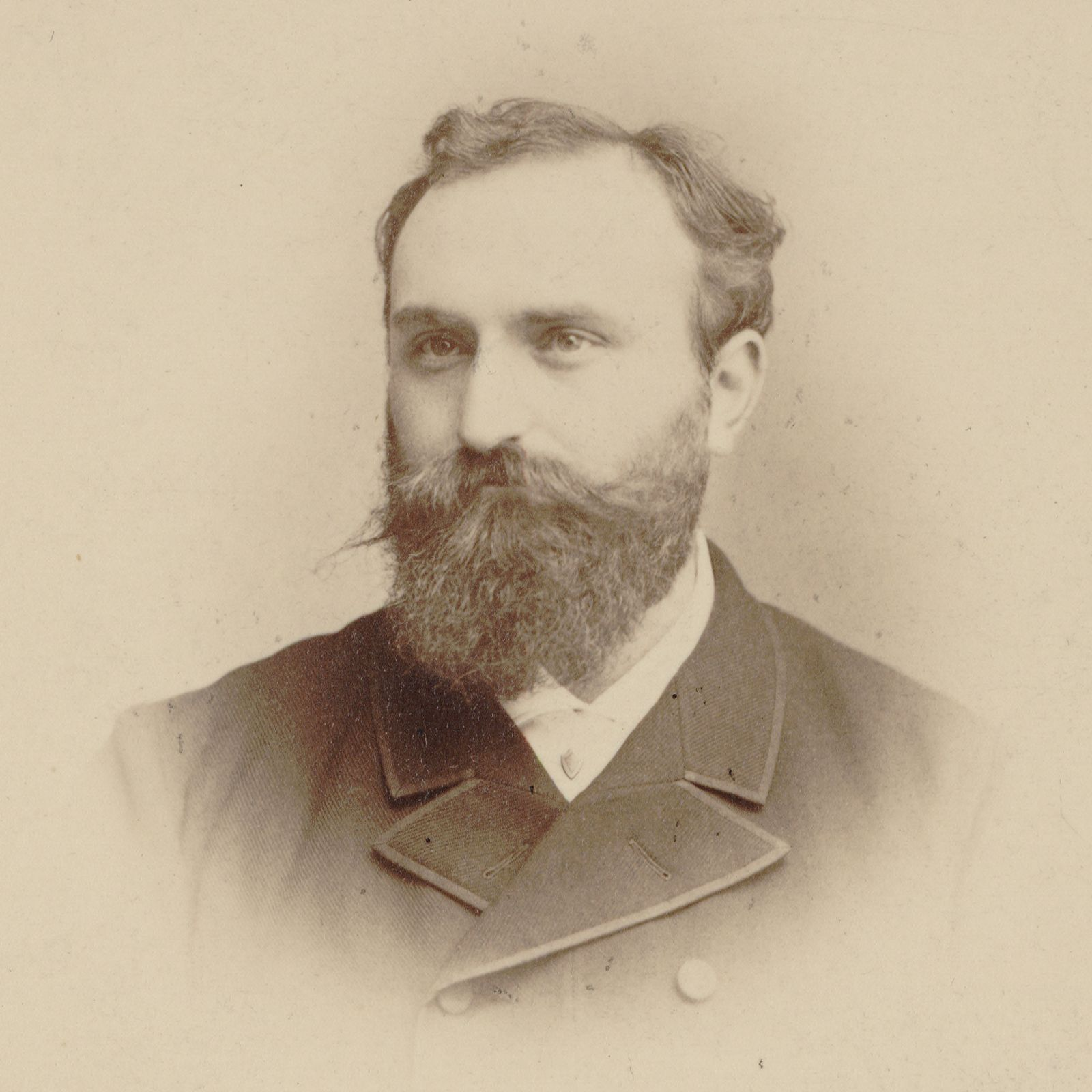
Ernest Chausson

Cet article présente la liste des œuvres d'Ernest Chausson. Il a pour source celle qui figure dans l'ouvrage de Jean Gallois, Ernest Chausson, Paris, Fayard, 1994.

## Œuvres avec numéro d'opus
- Op. 1 — Cinq fantaisies pour piano (1879-1880)
- Op. 2 — Sept mélodies
  1. Nanny, sur un poème de Leconte de Lisle (1880).
  2. Le Charme, sur un poème d'Armand Silvestre (1879)
  3. Les Papillons, sur un poème de Théophile Gautier (1880)
  4. La Dernière feuille, sur un poème de Théophile Gautier (1880)
  5. Sérénade italienne, sur un poème de Paul Bourget (1880)
  6. Hébé, sur un poème de Louise Ackermann (1882)
  7. Le Colibri, sur un poème de Leconte de Lisle (1882)
- Op. 3 — Trio pour piano, violon et violoncelle en sol mineur (composé en Suisse durant l'été 1881)
- Op. 4 — Les Caprices de Marianne, comédie lyrique, sur un livret d'Alfred de Musset (1882-1884)
- Op. 5 — Viviane, poème symphonique sur la légende des Chevaliers de la Table ronde (1882, revis. en 1887)
- Op. 6 — Deux motets pour voix, violon, violoncelle, harpe et orgue (1883)
  1. Deus Abraham
  2. Ave verum
- Op. 7 — Hélène, drame lyrique, en deux actes, sur un livret de Leconte de Lisle (1883-1884)
- Op. 8 — Quatre mélodies, sur un poème de Maurice Bouchor
  1. Nocturne (1886)
  2. Amour d'antan (1882)
  3. Printemps triste (1883)
  4. Nos souvenirs (1888)
- Op. 9 — Hymne védique pour quatre voix et orchestre, sur un poème de Leconte de Lisle (1886)
- Op. 10 — Solitude dans les bois, poème symphonique (1886, détruit)
- Op. 11 — Deux duos pour voix (1883)
  1. La nuit, sur un poème de Théodore de Banville
  2. Le réveil, sur un poème d'Honoré de Balzac
- Op. 12 — Trois motets (1885-1886)
  1. Ave Maria
  2. Tota Pulchra Es
  3. Ave Maris Stella
- Op. 13 — Quatre mélodies
  1. Apaisement, sur un poème de Paul Verlaine (1885)
  2. Sérénade, sur un poème de Jean Lahor (1887)
  3. L'Aveu, sur un poème de Villiers de L'Isle-Adam (1887)
  4. La Cigale, sur le poème VIII des Odes anacréontiques de Leconte de Lisle (1887)
- Op. 14 — La Caravane, chant sur un poème de Théophile Gautier (1887)[1]
- Op. 15 — Chant nuptial, chant pour quatre voix de femmes, sur un poème de Leconte de Lisle (1887-1888), extrait de Hélène, dans les Poèmes antiques : « Quand du myrte d’Éros la vierge est couronnée,… »
- Op. 16 — Trois motets
  1. Lauda Sion, pour voix, orgue, et harpe (1888)
  2. Benedictus, pour deux sopranos et harpe (1890)
  3. Pater Noster, pour voix et orgue (1891)
- Op. 17 — Chansons de Miarka, sur un poème de Jean Richepin (1888)
  1. Les Morts
  2. La Pluie
- Op. 18 — La Tempête, musique de scène pour La Tempête de Shakespeare (trad. de Maurice Bouchor), pour voix et petit orchestre (1888)
  - cinq pièces, arrangées ultérieurement pour voix, flûte, violon, alto, violoncelle, harpe et célesta (publ. en 1905)
    1. Chant d'Ariel
    2. Air de danse
    3. Duo de Junon et Cérès
    4. Danse rustique
    5. Chanson d'Ariel
- Op. 19 — Poème de l'amour et de la mer, pour voix et orchestre, sur un poème de Maurice Bouchor (1882-1890 ; révis. en 1893)
- Op. 20 — Symphonie en si bémol majeur (1889-1890)
- Op. 21 — Concert pour piano, violon et quatuor à cordes, en ré majeur (1889-1891)
- Op. 22 — La Légende de sainte Cécile, musique de scène, sur un poème de Maurice Bouchor (1891)
- Op. 23 — Le Roi Arthus, drame lyrique en trois actes (1886-1895)
- Op. 24 — Serres chaudes, sur des poèmes de Maurice Maeterlinck
  1. Serre chaude (1896)
  2. Serre d'ennui (1893)
  3. Lassitude (1893)
  4. Fauves las (1896)
  5. Oraison (1895)
- Op. 25 — Poème pour violon et orchestre (1896)
- Op. 26 — Quelques danses pour piano (1896)
  1. Dédicace
  2. Sarabande
  3. Pavane
  4. Forlane
- Op. 27 — Trois lieder, sur des poésies de Camille Mauclair (1896)
  1. Les Heures
  2. Ballade
  3. Les Couronnes
- Op. 28 — Chants de Shakespeare (trad. de Maurice Bouchor)
  1. Chanson de clown de La Nuit des rois (1890)
  2. Chanson d'amour de Mesure pour Mesure (1891)
  3. Chanson d'Ophélie d'Hamlet (1896)
  4. Chant funèbre de Beaucoup de bruit pour rien, pour quatre voix féminines (1897)
- Op. 29 — Ballata (titre original Canzoniere di Dante) , sur un poème de Dante, pour quatre voix (1896-1897)
- Op. 30 — Quatuor avec piano en la majeur (1897)
- Op. 31 — Vêpres pour le commun des vierges, pour orgue (1897)
- Op. 32 — Soir de fête, poème symphonique (1897-1898)
- Op. 33 — Pour un arbre de Noël, chant (1898)
- Op. 34 — Deux poèmes, sur des textes de Paul Verlaine (1898)
  1. La Chanson bien douce
  2. Le Chevalier malheur
- Op. 35 — Quatuor à cordes en ut mineur (1897-1899)[2]
- Op. 36 — Deux mélodies
  1. Cantique à l'épouse, sur un poème d'A. Jounet (1896)
  2. Dans la forêt du charme et de l'enchantement, sur un poème de Jean Moréas (1898)
- Op. 37 — Chanson perpétuelle, pour soprano et orchestre ou quintette avec piano, sur un poème de Charles Cros (1898)
- Op. 38 — Paysage, pour piano (1895)
- Op. 39 — Pièce pour violoncelle ou alto et piano (1897)

## Œuvres sans numéro d'opus

### Scène
- Les Oiseaux, musique de scène pour Les Oiseaux d'Aristophane, pour flûte et harpe (1889)

### Voix avec orchestre
- La Veuve du roi basque, ballade sur un poème de Léon Brethous-Lafargue (1879)
- Hylas, sur un poème de Leconte de Lisle (1879-80)
- Esméralda, sur un poème de Victor Hugo (1880)
- Hymne à la nature, sur un poème de Armand Silvestre (1881)
- L'Arabe, cantate (1881)

### Orchestre
- Symphonie no 2 (esquisses, 1899)

### Musique de chambre
- Andante et allegro pour clarinette et piano (1881)
- Concert (no 2) pour piano, hautbois, alto et quatuor à cordes (esquisses, 1897)

### Piano
- Grande sonate en fa mineur
- Sonatines pour piano à quatre mains (1878)
  - no 1 en sol majeur
  - no 2 en ré mineur
- Onze fugues sur des thèmes de Bach, Franck, Massenet, et Saint-Saëns pour piano (1880-1881)
- Marche militaire pour piano (1884)

### Musique sacrée
- O salutaris, pour voix et orgue (1879)
- Tantum ergo, pour voix, orgue, violon et harpe (1891)

### Chants pour voix et piano
- Le Temps des lilas, sur un poème de Maurice Bouchor (1877)
- Le Petit sentier, sur un poème de Maurice Bouchor (1878)
- L'Albatros, sur un poème de Charles Baudelaire (1879)
- Le Rideau de ma voisine, sur un poème d'Alfred de Musset (1879)
- Nous nous aimerons, sur un poème de Maurice Bouchor (1882)
- Le Mort maudit, sur un poème de Jean Richepin (1884)
- Épithalame, sur un poème de Maurice Bouchor (1886)
- Marins dévots à la Vierge, sur un poème de Léon-Paul Fargue (1898)